# أدولفو نيقولاس
أدولفو نيقولاس (بالإسبانية: Adolfo Nicolás)‏ هو كاهن كاثوليكي إسباني، ولد في 29 أبريل 1936 في بيلاموريل دي سيراتو ‏ في إسبانيا.

## وصلات خارجية
- أدولفو نيقولاس على موقع مونزينجر (الألمانية)